# Dusona guatemalensis
Dusona guatemalensis är en stekelart som först beskrevs av Cameron 1886.  Dusona guatemalensis ingår i släktet Dusona och familjen brokparasitsteklar. Inga underarter finns listade i Catalogue of Life.